# مورچه‌مرغ زیراخرایی
مورچه‌مرغ زیراخرایی (نام علمی: Drymophila ochropyga) نام یک گونه از سرده درختچه‌دوست‌ها است.